# Longtanzi
Longtanzi (kinesiska: 龙滩子) är ett stadsdelsdistrikt i sydvästra Kina. Det ligger i stadsdistriktet Dazu i storstadsområdet Chongqing,, omkring 75 kilometer väster om det centrala stadsdistriktet Yuzhong. Antalet invånare är 13 258. Befolkningen består av 6 509 kvinnor och 6 749 män. Barn under 15 år utgör 15,0 %, vuxna 15-64 år 70 %, och äldre över 65 år 13,0 %.